# Холодна пастка (астрономія)
Холодна пастка — це концепція планетознавства, яка описує територію, достатньо холодну для заморожування (уловлювання) летких речовин. Холодні пастки можуть існувати на поверхні безповітряних тіл або у верхніх шарах адіабатичної атмосфери. На безповітряних тілах лід, захоплений холодними пастками, потенційно може залишатися там протягом геологічних періодів часу, дозволяючи нам зазирнути в первісну Сонячну систему. У адіабатичних атмосферах холодні пастки запобігають виходу летких речовин (наприклад, води) з атмосфери в космос.

## Холодні пастки на безповітряних планетарних тілах

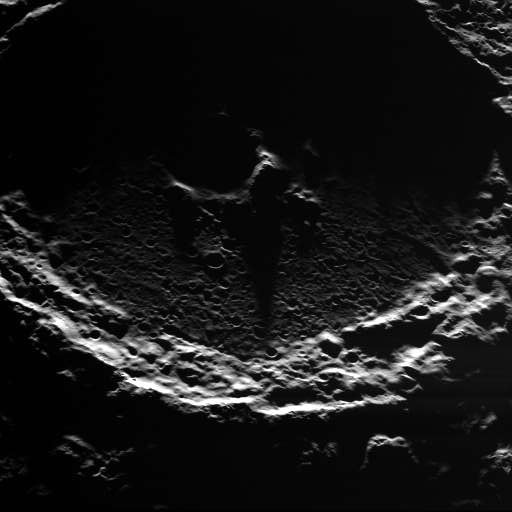
На дно кратера Прокоф’єв (кратер) поблизу північного полюса Меркурія ніколи не потрапляє сонячне світло.

Нахил осі деяких безповітряних планетних тіл у Сонячній системі, таких як Меркурій, Місяць і Церера, дуже близький до нуля. Гарольд Юрі вперше зазначив, що западини або кратери, розташовані поблизу полюсів цих тіл, відкидають стійкі тіні, які можуть зберігатися протягом геологічних періодів часу (мільйони-мільярди років). Відсутність атмосфери запобігає перемішуванню шляхом конвекції, що робить ці тіні надзвичайно холодними. Якщо молекули летких речовин, таких як вода, потрапляють у ці постійні тіні, вони потраплять у пастку на геологічні періоди часу.

### Вивчення холодних пасток на безповітряних тілах
Оскільки ці тіні не отримують інсоляції, більша частина тепла, яке вони отримують, розсіюється та випромінюється навколишнім рельєфом. Зазвичай можна знехтувати горизонтальною теплопровідністю від сусідніх теплих областей через високу пористість і, отже, низьку теплопровідність верхніх шарів безповітряних тіл. Тому можна моделювати температуру цих постійних тіней за допомогою алгоритмів рей-кастингу або трасування променів у поєднанні з одновимірними моделями вертикальної теплопровідності. У деяких випадках, наприклад у чашоподібних кратерах, можна отримати вираз для рівноважної температури цих тіней.
Крім того, температури (і, отже, стабільність) холодних пасток можуть дистанційно вимірюватися орбітальним апаратом. Температури місячних холодних пасток були детально вивчені радіометром Diviner зі складу Lunar Reconnaissance Orbiter. На Меркурії докази наявності відкладень льоду всередині холодних пасток були отримані за допомогою радара, рефлектометрії та видимих зображень. На Церері космічний корабель Dawn виявив холодні пастки.

## Атмосферні холодні пастки
У дослідженнях атмосфери холодна пастка – це шар атмосфери, який значно холодніший за нижчі та вищі шари. Наприклад, для тропосфери Землі температура повітря падає зі збільшенням висоти, досягаючи найнижчої точки приблизно на висоті 20 кілометрів. Цю область називають холодною пасткою, оскільки вона затримує висхідні гази з високими температурами кипіння, змушуючи їх падати назад на Землю.

Деякі астрономи вважають, що через відсутність холодної пастки Венера та Марс втратили більшу частину рідкої води на початку своєї історії. Холодна пастка Землі розташована на висоті приблизно 12 км над рівнем моря, що значно нижче висоти, на якій водяна пара остаточно розділилася б на водень і кисень сонячними ультрафіолетовими променями, а водень незворотньо втрачався б у космосі. Через холодну пастку в земній атмосфері Земля фактично втрачає воду в космос зі швидкістю лише 1 міліметра океану кожні 1 мільйон років, що надто повільно, щоб вплинути на зміни рівня моря в будь-якому часовому масштабі, актуальному для людини. З такою швидкістю знадобляться трильйони років, набагато більше, ніж очікувана тривалість життя Землі, щоб уся її вода зникла (це також те, чому через кліматичні зміни, спричинені людиною, екстремальні погодні явища, такі як урагани та повені, посиляться найближчим часом термін, оскільки більш тепла атмосфера може утримувати більше вологи, і, отже, збільшити кількість зазначеної водяної пари, що повертається у вигляді опадів, оскільки навіть тоді холодна пастка все одно запобігатиме втраті водяної пари у космос, і тому атмосфера Землі все ще занадто холодна щоб це сталося), хоча остаточне нагрівання Сонця в міру його старіння лише послабить холодну пастку протягом наступних мільярдів років, зробивши земну атмосферу ще теплішою, що штовхає холодну пастку ще вище в атмосферу, а отже, спричиняючи втрату здатності запобігти дисоціації водяної пари на водень і кисень під дією ультрафіолетових променів Сонця та виходу водню у космос, через що Земля остаточно втратить свої океани в космос приблизно за 1 мільярд років, задовго до того, як Сонце нарешті перетворюється на червоного гіганта.
Як зазначають Пітер Уорд і Дональд Браунлі у своїй книзі «Життя і смерть планети Земля», поточний процес фактичної втрати океанів був задокументований лише двічі, вперше під час місії «Аполлон-16» на Місяць (хоча випадково, коли  астронавти спостерігали за Землею за допомогою унікальної камери Carruthers, яка була створена та використана лише один раз для цієї конкретної місії, оскільки такий процес можна спостерігати лише в ультрафіолетовому світлі та лише з Місяця, через відсутність атмосфери, яка блокувала б ультрафіолетове світло), а також у 1990-х за допомогою досліджень астронавтів, зроблених під час перебування на борту космічного човника.
Супутник Сатурна Титан має дуже слабку холодну пастку, яка здатна затримати лише частину його атмосферного метану. Таким чином, припускається, що Титан є найближчим аналогом того, як виглядатиме земна атмосфера, коли земна холодна пастка вийде з ладу, з метаном замість води та вуглеводневими продуктами фотохімічних реакцій замість кисню й озону.
Вважається, що холодні пастки працюють для кисню на Ганімеді.